# Platythomisus jubbi
Platythomisus jubbi is een spinnensoort uit de familie van de krabspinnen (Thomisidae).
De wetenschappelijke naam van de soort werd in 1968 gepubliceerd door Reginald Frederick Lawrence.